# La fiammiferaia
La fiammiferaia è un film del 1990 scritto e diretto da Aki Kaurismäki.
È l'episodio conclusivo della cosiddetta "Trilogia del proletariato", che comprende Ombre nel paradiso (1986) e Ariel (1988). Il titolo del film è un riferimento alla fiaba de La piccola fiammiferaia dello scrittore danese Hans Christian Andersen, cui la trama è liberamente ispirata.

## Trama
Iris vive con la madre e il patrigno di mezza età, che passano la maggior parte del tempo a guardare il telegiornale alla televisione. Si aspettano che lei dia loro tutti i guadagni del suo lavoro in una fabbrica di fiammiferi e che faccia tutti i lavori di casa. La ragazza va a ballare, ma non attira partner, anche per il suo scialbo modo di vestirsi. Un giorno compra un vestito molto colorato nella speranza di aumentare il suo fascino. Vedendolo, i suoi genitori le danno della puttana e le chiedono di restituirlo, ma lei li sfida e lo indossa in una balera.
Nel locale Iris incontra Aarne, che, a causa del vestito, pensa che sia una prostituta, anche se Iris non se ne rende conto. I due passano la notte insieme nel lussuoso appartamento di lui. Aarne parte il mattino seguente prima che Iris si svegli, lasciandole del denaro sul comodino. Iris lascia il suo numero e, dopo aver atteso invano che Aarne le telefonasse, lo va a trovare e organizza un secondo appuntamento, al termine del quale Aarne la informa che non cerca il suo affetto, invitandola a troncare la relazione. Lei torna a casa e trascorre il resto della serata in lacrime.
In seguito Iris scopre di essere incinta e scrive ad Aarne, chiedendogli di crescere il bambino con lei. Riceve una risposta che recita semplicemente "Sbarazzati del moccioso", insieme a un assegno di 10.000 marchi. Iris è sconvolta ed esce, lasciando la lettera e l'assegno sul tavolo, dove la madre li trova. Mentre vaga sconvolta, Iris viene investita da un'auto e ha un aborto spontaneo. Il patrigno va a trovare Iris in ospedale e le dice che deve lasciare l'appartamento perché ha causato un grande dolore alla madre.
Iris va quindi a vivere con il fratello, e vede aumentare sempre più il suo sconforto. Compra quindi del veleno per topi, lo mescola con dell'acqua e lo mette in una bottiglietta che mette in borsa. Va a casa di Aarne e gli dice che vuole bere qualcosa. Aarne porta da bere, ma Iris chiede del ghiaccio e quando Aarne va a prenderlo, Iris versa un po' della miscela nel suo drink: quando Aarne torna, gli dice che è tutto a posto e che non deve preoccuparsi perché questa sarà l'ultima volta che la vedrà. Gli restituisce quindi l'assegno, beve velocemente la maggior parte del suo drink e se ne va. Aarne rimane in silenzio per qualche istante, poi beve il suo drink.
Tornando a casa, Iris entra in un bar, ordina una birra, si siede al bancone e inizia a leggere. Un uomo si siede accanto a lei, senza essere invitato, e cerca di attirare la sua attenzione. Iris sorride all'uomo, estrae il veleno e ne versa un po' nel suo bicchiere. Se ne va e l'uomo finisce il suo drink. Iris va a trovare la madre e il patrigno: prepara loro un pasto e versa il resto del veleno nella loro bottiglia di vodka, mentre i due si trovano nella stanza accanto. Mentre mangiano, Iris siede in salotto a fumare e ad ascoltare musica. Dopo un po', si alza per guardare e vede che i suoi genitori sono morti. Il giorno dopo, mentre si trova al lavoro, Iris viene portata via dalla polizia.

## Colonna sonora
- Satumaa - Reijo Taipale
- Kolme kitaraa - The Strangers
- Call Your Lawyer - Mauri Sumén
- Wittgenstein - Mauri Sumén
- Se jokin sinulla on - Badding Rockers
- Herbstlaub - Nardis
- Donoussa - Klaus Treuheit
- Cadillac - The Renegades
- I'm Gonna Get High - Melrose
- Patetica - Pëtr Il'ič Čajkovskij
- Kuinka saatoitkaan - Olavi Virta

## Distribuzione

### Date di uscita
- 12 gennaio 1990 in Finlandia (Tulitikkutehtaan tyttö)[2]
- 14 febbraio 1990 in Germania Ovest (Das Mädchen aus der Streichholzfabrik)[2]
- 2 maggio 1990 in Francia (La fille aux allumettes)[2]
- 1º ottobre 1990 negli Stati Uniti (The Match Factory Girl)[2]
- 7 settembre 1990 in Svezia (Flickan från tändsticksfabriken)[2]
- 19 ottobre 1990 nel Regno Unito (The Match Factory Girl)[2]

### Divieti
Il film è stato sottoposto a limitazioni in Svezia e Corea del Sud, dove la visione è stata vietata ad un pubblico minore di 15 anni. In Finlandia e in Islanda il film è stato invece ritenuto adatto alla visione di un pubblico di qualsiasi età.

## Accoglienza

### Critica
Roger Ebert ha conferito al film quattro stelle su quattro, definendolo "incessantemente inflessibile". Secondo Gianni Canova, la sequenza di apertura del film è una compiuta e riassuntiva rappresentazione del fordismo come modo di produzione, più ancora della celebre sequenza di Charlot in Tempi moderni: nel suo non mostrare né i lavoratori, né i consumatori della merce, secondo Canova La fiammiferaia mette in scena la standardizzazione e la disumanizzazione del lavoro in fabbrica.

## Riconoscimenti
Menzione d'onore: OCIC Award al Berlin International Film Festival del 1990.